# Bolíviai scudo
A bolíviai scudo (spanyolul: escudo boliviano) Bolívia egyik pénzegysége volt 1827 és 1864 között. Egy arany scudo 16 ezüst sollal volt egyenlő. A tízes alapú pénzrendszerre való áttéréskor a bolivianót vezették be helyette (és a sol helyett is) 1 scudo = 2 boliviano értékben.